# Субшероховатость
Субшероховатость (англ. subroughness) — микрорельеф мельчайших элементов рельефа поверхности, участвующих в формировании её шероховатости.

## Описание
Субшероховатость обнаруживается с помощью современных прецизионных методов и средств исследования поверхностей, таких, как сканирующий туннельный и атомно-силовой микроскопы, которые обладают разрешающей способностью порядка 1-10 нм. Субшероховатость формируется поверхностными неровностями с характерными размерами по высоте порядка 1-100 нм и по шагу — 10-1000 нм. Образование субшероховатости тесно связано с внутренней структурой твёрдого тела, её дефектами, а также процессами взаимодействия поверхности с окружающей средой (окисление, адсорбция).